# Down to Earth (Monie Love-album)
A Down to Earth az amerikai Monie Love debütáló albuma, mely 1990. október 30-án jelent meg a Warner Bros kiadónál. Az album a Billboard 200-as album listán a 109. helyen végzett, illetve a Top R&B Hip Hop album listán a 26. helyig jutott. A róla kimásolt It's a Shame (My Sister) című dal az egyetlen slágere, mely Top 40-es helyezést ért el az USA-ban. Az albumról kimásolt további két kislemez a Monie in the Middle és a Down 2 Earth című dalok szintén listahelyezettek lettek a Hip-Hop slágerlistákon.
A 33. Grammy Awards díjkiosztón jelölték az It's a Shame (My Sister) című dalát, azonban a végül nem ő, hanem MC Hammer győzött U Can't Touch This című dalával. A 34. Grammy Awardson sem sikerült helyezést elérnie, akkor L.L.Cool J Mama Said Knock You Out című dala lett a befutó.

## Számlista
1. "Monie in the Middle"  (Monie Love, Steele)
2. "It's a Shame (My Sister)"  (Garrett, Monie Love, Wonder; sample Performed by Love, True Image; additional vocals by Ultra Naté)
3. "Don't Funk wid the Mo"  (Callendar, Hall, Maxwell)
4. "Ring My Bell"  (Fermie, Monie Love)
5. "R U Single"  (Callendar, Hall, Maxwell)
6. "Just Don't Give a Damn" (Callendar, Hall, Maxwell)
7. "Dettrimentally Stable"  (Callendar, Hall, Maxwell)
8. "Down to Earth"  (Callendar, Hall, Maxwell)
9. "I Do as I Please"  (Monie Love, Steele)
10. "Pups Lickin Bone (Monie Love, Tineo)
11. "Read Between the Lines"  (Callendar, Hall, Maxwell)
12. "Swiney Swiney"  (Callendar, Hall, Maxwell)
13. "Grandpa's Party"  (Fermie, Monie Love)